# Kodamaea
Kodamaea es un género de hongos de la clase Saccharomycetales. Se desconoce la relación de este taxón con otros taxones de la clase (incertae sedis), y todavía no ha sido colocado con certeza en ninguna familia.